# 恩斯特·沃爾韋伯
恩斯特·弗里德里希·沃爾韋伯（德語：Ernst Friedrich Wollweber；1898年10月29日—1967年5月3日）是一位德國政治家，1953年—1957年担任東德國家安全部部長。

## 個人生平
沃爾韋伯1898年出生於德意志帝國漢諾威的明登，年輕時候進入德意志帝國海軍，一戰期間在潛艇艦隊服役。1918年11月，沃爾韋伯參加了“基爾水兵兵變”，在“德國十一月革命”之後，1919年加入了德國共產黨。
進入德國共產黨之後，他的地位迅速上升。1921年時，他已經成爲中央委員會的成員和代表瓦爾代克地區的政治秘書。兩年之後，他成爲德國共產黨在瓦爾代克、圖林根以及西里西亞地區的領導人，由於他的激進行爲，於1924年以叛國罪被逮捕並判刑兩年。
1928年他被選爲普魯士議會議員，並一直擔任這個職務到1932年。1929年，他被選入下西里西亞聯邦國家議會，成爲魏瑪共和國的議會議員直至1933年。1931年，他當選爲“國際海員和港口工人聯盟”的領導。
1933年2月“國會縱火案”之後，德國共產黨被剛剛上臺的納粹政權取締，沃爾韋伯被迫逃亡到哥本哈根，之後又逃到蘇聯列寧格勒。在蘇聯，沃爾韋伯成立了旨在反法西斯和支持蘇聯的“沃爾韋伯聯盟”。
他以這個組織的名義，在各北歐國家港口針對納粹德國和意大利的船隻進行了21次的破壞行動，西班牙内戰爆發之後，他又成爲向西班牙共和軍一方提供武器的供應商。爲此，他受到了相關國家的通緝，1940年沃爾韋伯在瑞典被捕，幾乎要被引渡給德國，但最終配判處三年監禁。在關押期間，他獲得了蘇聯公民的身份，在蘇聯的壓力之下，瑞典政府准許他離開瑞典前往蘇聯。

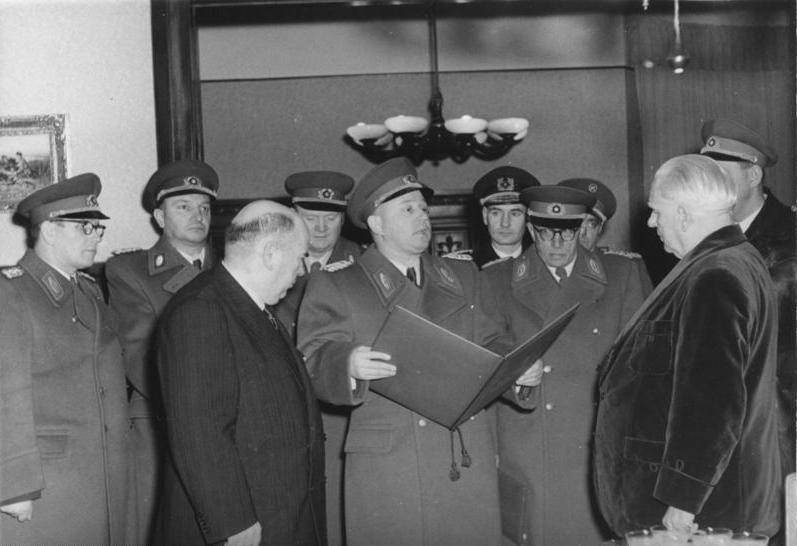
1956年1月3日，總統威廉·皮克（右）接受80歲生日祝壽。照片中主要人物為：埃里希·梅爾克中將（念祝詞者）、恩斯特·沃爾韋伯(左二），文森茨·穆勒中將（右二，总统旁邊）

二戰結束之後，沃爾韋伯回到了德國，并於1946年加入了德國社會主義統一黨。一年之後，他成爲海運中央管理的負責人，1950年成爲東德交通部的副部長。由於，當時東西方已經進入冷戰，他的動向始終被西方注意，並幾次挫敗了他試圖將西方的禁運品偷運到東德的企圖 。
1953年7月威廉·蔡塞爾被從國家安全部部長解職，沃爾韋伯接替了這個職務。1954年，沃爾韋伯成爲東德人民議會的代表和德國社會主義統一黨的中央委員會成員。
1956年之後，他的權力開始逐漸被削弱。這是因爲他在對波蘭政策以及對東德國内反對勢力數量的估算問題上與東德領導人瓦爾特·烏布利希、埃里希·昂納克發生了衝突。另外，在當時的社會主義統一黨的黨内派系鬥爭中，他站在了卡爾·施德萬為代表的反烏布利希陣營一邊。1957年，沃爾韋伯被迫辭去國家安全部部長職務，他的副手埃里希·梅爾克接替了他的職務。1958年，他被指控從事反黨活動被從中央委員會除名，接著又被迫從東德人民議會卸職。之後的10年期間，他在東柏林默默無聞地從事翻譯工作。
沃爾韋伯於1967年5月3日去世，下葬於柏林腓特烈斯费尔德中央公墓。
她的前妻安娜·克尼希在与其分居后，嫁给南斯拉夫共产党领导人约瑟普·布罗兹·铁托，不久死于苏联大清洗。